# Gilberto Melendez
Gilberto Meléndez (Orocovis, 2 dicembre 1933 – Nashville, 15 giugno 2016) è stato un wrestler portoricano, meglio conosciuto con il ring name Gypsy Joe.
La sua carriera durò circa sei decadi, e il suo stile di lotta altamente rissoso e la reputazione da duro lo resero uno dei primi pionieri della scena hardcore.
Il 7 novembre 2015 è stato introdotto nella Tennessee Wrestling Hall of Fame da Mick Foley, nel corso dell'evento A Night with Foley organizzato dalla Money Mark Productions al Nashville Fairgrounds.

## Carriera

### Inizi

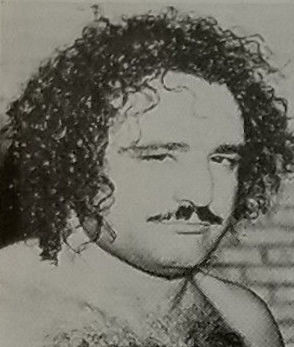
Gypsy Joe negli anni sessanta

Meléndez cominciò la propria carriera da lottatore nel 1951 all'età di 18 anni. Durante la lunga gavetta trascorsa nella nativa Porto Rico, lottò utilizzando svariati pseudonimi imparando il mestiere da wrestler come Pedro Morales e Carlos Colón. Debuttò negli Stati Uniti al Sunnyside Garden di Long Island, New York nel 1963. Utilizzando principalmente il ring name Gypsy Joe, lavorò prima per Nick Gulas e successivamente per Jerry Jarrett, nella Mid-Southern Wrestling. Lottava spesso in coppia con heel come Tojo Yamamoto, con cui formò il tag team "No Pain Train", e The Cuban Assassin. Si alleò inoltre con Frank Martinez per formare i "Blue Infernos", un duo di wrestler mascherati. Negli anni settanta, Gypsy Joe divenne un nome conosciuto nella zona di Chattanooga, Tennessee, lottando regolarmente al sabato presso il Soldiers and Sailors Memorial Auditorium ed apparendo in televisione sull'emittente regionale WDEF-TV. Ma la sua carriera non si limitò al sud, infatti vinse titoli anche in Canada nella Stampede Wrestling.
Tuttavia, con l'ascesa negli anni ottanta di federazioni come la World Wrestling Federation e la World Championship Wrestling, Joe non riuscì a ritagliarsi uno spazio nella nuova industria del wrestling-spettacolo. Non fu tra quelli abbastanza fortunati da trovare successo nelle principali promozioni statunitensi.

### All Japan Pro Wrestling
Joe decise quindi di trasferirsi in Giappone per lottare nella All Japan Pro Wrestling dove il suo brutale stile di lotta simile a quello di The Sheik e Abdullah the Butcher, riscosse maggiore successo. Sanguinosi match come quelli con Mr. Pogo e la predilezione di Joe ad attaccare i propri avversari con armi ed oggetti contundenti vari, resero Joe uno dei nomi di punta dell'hardcore wrestling, nonostante la non più giovane età. Egli rimase attivo in Giappone negli anni ottanta e novanta svolgendo talvolta anche l'attività di arbitro e di scopritore di talenti emergenti nella scena hardcore.

### Ritorno negli Stati Uniti e ritiro
Dopo molti anni trascorsi sul ring, un anziano Gypsy Joe tornò negli Stati Uniti negli anni 2000 per lottare nel circuito indipendente.
Nell'aprile 2003, un sessantanovenne Joe affrontò New Jack nel corso di un famigerato match hardcore degenerato in una brutale rissa davanti ad uno sparuto pubblico. A causa della scarsa propensione di Joe di "vendere" le mosse dell'avversario e dopo averlo colpito con una testata sul naso, New Jack aggredì sul serio Joe con una catena, una mazza da baseball con del filo spinato e vari altri oggetti contundenti. Gli spettatori, inorriditi dalla brutalità di Jack nei confronti dell'anziano lottatore, cominciarono a lasciare la sala disgustati dallo spettacolo o a insultare New Jack chiamandolo "nigger" ("negro"). Nel corso di un'intervista concessa nel 2019 per una puntata della serie di documentari Dark Side of the Ring, Jack dichiarò: «Più mi sentivo chiamare negro, più mi incazzavo e più picchiavo davvero il tipo [Gypsy Joe]». L'incontro si concluse in un caotico no-contest e divenne un video virale ampiamente diffuso sui social media. In seguito all'episodio, New Jack fu arrestato ed incriminato per aggressione a mano armata.
Durante questo periodo, sebbene lavori principalmente nel Tennessee, Gypsy Joe mantenne la propria reputazione di veterano resiliente con apparizioni in varie federazioni regionali statunitensi. Nel 2007 WWE Magazine nominò Gypsy Joe, all'età di 73 anni, il lottatore più anziano del mondo ancora in attività.
Joe lottò il suo ultimo incontro il 7 gennaio 2011 nella Southern Wrestling Federation a Tullahoma, Tennessee; il match segnò la fine di una carriera iniziata 60 anni prima.

## Vita privata
Meléndez nacque a Orocovis, Porto Rico e successivamente si trasferì a Tullahoma in Tennessee, dove trascorse gran parte della sua carriera da lottatore.
Nell'agosto 2013 è stata diffusa la notizia che, da tempo sofferente di gotta, a Meléndez è stato amputato il piede destro. Meléndez è deceduto il 15 giugno 2016, a causa di complicazioni a seguito di una prolungata malattia. È sepolto presso il Maury Memorial Gardens di Columbia, Tennessee.

## Titoli e riconoscimenti
- American International Wrestling
  - AIW West Virginia Heavyweight Championship (3)
- Consejo Mundial de Lucha Libre
  - NWA World Light Heavyweight Championship (1)
- Central States Wrestling
  - NWA Central States Tag Team Championship (1) – con Mr. Pogo
  - NWA Central States Television Championship (1)
  - NWA Southern Tag Team Championship (Georgia version) (1) – con Skull Murphy[7]
- International Championship Wrestling
  - ICW United States Tag Team Championship (1) – con Tojo Yamamoto
- Mid-Atlantic Championship Wrestling
  - NWA Southern Tag Team Championship (Mid-Atlantic version) (1) - con Louis Tillet
- NWA Mid-America
  - NWA Mid-America Tag Team Championship (7) – con Leroy Rochester (1), Dutch Mantel (1), Buzz Tyler (1), Tojo Yamamoto (3) e Tom Renesto Jr. (1)
  - NWA Six-Man Tag Team Championship (1) – con Tojo Yamamoto & The Beast
  - NWA Southern Tag Team Championship (Mid-America version) (1) – con Frank Martinez
  - NWA World Brass Knuckles Championship (4)
  - NWA World Tag Team Championship (Mid-America version) (2) – con Frank Martinez
- NWA Western States Sports
  - NWA Western States Tag Team Championship (1) - con Killer Tim Brooks
- Pro Wrestling Illustrated
  - 432º nella lista dei migliori 500 wrestler singoli nei PWI 500 del 1991
- Southern Wrestling Federation
  - SWF Hardcore Championship (1)
- Stampede Wrestling
  - Stampede Wrestling International Tag Team Championship (1) - con Jim Wright[8]
- Tennessee Wrestling Alliance
  - TWA Hardcore Championship (2)
- United States Wrestling Association
  - USWA Junior Heavyweight Championship (1)
- World Wrestling Council
  - WWC North American Tag Team Championship (3) - con Infierno II[8]